# RB1
RB1 est le gène du rétinoblastome, situé sur le bras long du chromosome 13 (13q14). Il code une protéine suppresseur de tumeur qui contrôle le cycle cellulaire. Lorsque le gène est inactivé par la mutation des deux allèles, la croissance cellulaire n'est plus contrôlée, ce qui mène à une prolifération cellulaire. Cette inactivation est permise par la liaison de Rb et E2F.